# Port lotniczy Abha
Port lotniczy Abha – port lotniczy położony w Abha. Jest jednym z największych portów lotniczych w Arabii Saudyjskiej. Obsługuje połączenia krajowe.

## Linie lotnicze i połączenia
| Linia Lotnicza  | Kierunek |
| --------------- | --- |
| Air Arabia      | 1. Szardża |
| Air Cairo       | 1. Kair 2. Sauhadż |
| EgyptAir        | 1. Kair |
| flyadeal        | 1. Dammam 2. Dżudda 3. Rijad |
| Flydubai        | 1. Dubaj |
| Flynas          | 1. Al-Baha 2. Bisza 3. Kair 4. Dammam 5. Dubaj 6. Gassim 7. Dżudda 8. Dżizan 9. Chartum 10. Medyna 11. Rijad 12. Szarura 13. Wadi ad-Dawasir |
| Jazeera Airways | 1. Kuwejt |
| Nesma Airlines  | 1. Kair |
| Nile Air        | 1. Kair |
| Saudia          | 1. Kair 2. Dżudda 3. Medyna 4. Rijad 5. Tabuk 6. Taif                                                                                        |